# Gmina Qendër Leskovik
Gmina Qendër Leskovik (alb. Komuna Qendër Leskovik) – gmina położona w południowo-wschodniej części Albanii. Administracyjnie należy do okręgu Kolonja w obwodzie Korcza. W 2011 roku populacja gminy wynosiła 416 osób, 188 kobiety oraz 228 mężczyzn, z czego Albańczycy stanowili 86,54% mieszkańców, a Grecy 5,05%. Gmina leży w północnym Pindos.
W skład gminy wchodzi czternaście miejscowości: Pobickë, Cerckë, Radat, Radovë, Postenan, Lashovë, Peshtan, Podë, Kovaçisht, Vrepckë, Gërmenj, Radanj, Glinë, Gjinakarë.